# Northrop A-17
Le Northrop A-17 ou Northrop Gamma 2F est une version évoluée du Northrop Gamma. Cet avion d'attaque au sol biplace monomoteur, est construit en 1935 par la Northrop Corporation pour le compte de le United States Army Air Corps (USAAC).

## Design & Développement

### A-17
Le Northrop Gamma 2F est la version destinée à l'attaque au sol, de l'avion de transport Northrop Gamma. Développé en parallèle du programme Northrop Gamma 2C, qui donna naissance aux YA-13 et XA-16, le Gamma 2F posséde une dérive, un cockpit et des volets redessinés par rapport au Gamma 2C en plus d'un nouveau train d'atterrissage semi-rétractable et d'une soute à bombes pouvant contenir vingt bombes à fragmentation de 13,6 kg. Le prototype est livré pour tests à l'USAAC, le 6 octobre 1934.
Bien que l'évaluation soit en grande partie favorable, l'US Army demande que quelques modifications soient apportées notamment dans l'aérodynamisme. Le 2F retourne à l'usine pour subir les ajustements demandés. Comme le nouveau train d'atterrissage n'a apporté qu'une légère amélioration de performances, il est remplacé par un train fixe conventionnel mais caréné. En outre, toutes les lignes de l'appareil (fuselage et dérive) sont adoucies pour un meilleur aérodynamisme, la canopée est, elle aussi, retravaillée avec l'ajout d'une partie non vitrée entre le pilote et le mitrailleur.
Le 24 décembre 1934, l'USAAC annonce son intention d'acheter 110 Gamma 2F, sous la désignation officielle Northrop A-17.
Bien que le A-17 ait de bonnes performances et soit bien armé, son principal attrait commercial est son prix très compétitif de 19 000 $ pièce (sans équipement militaire). Ce tarif est très attractif dans une période où l'Amérique se bat contre la Grande Dépression. Le contrat est officiellement signé le 1er mars 1935. C'est alors le plus gros contrat d'avant-guerre de l'armée et une vraie aubaine pour la nouvelle branche de Northrop.
Au début, il est prévu d'installer des gros moteurs comme le R-1820 Cyclone ou le R-1830-7 Wasp pour les modèles de production, comme il avait été décidé sur le Northrop YA-13. Cependant, le YA-13 se révéle surmotorisé avec le R-1830-7, et de plus afin de prévenir toute rupture d'approvisionnement, il est décidé d'équiper le A-17 de production avec le petit R-1535.
Dans sa forme modifiée suivant les attentes de l'USAAC, le premier Gamma 2F est livré le 27 juillet 1935, sous la dénomination officielle A-17 (N° de série 35-51). Les 109 autres A-17 (35-52 à 35-160) sont livrés entre décembre 1935 et janvier 1937. Ils sont équipés du moteur R-1535-11 de 750 ch. Ils diffèrent du prototype en étant équipés de trois segments d'aérofreins perforés par aile. De plus, le système de tir ventral vers l'arrière, présent sur le prototype est retiré sur le modèle de série.

### A-17A
Northrop développe une variante, A-17A, possédant un nouveau train d'atterrissage totalement rétractable, cette fois-ci. Ce train d'atterrissage escamotable est examiné pour la première fois sur le Gamma 2J, un prototype d'avion d'entraînement. La conception du A-17 s'avère être aisément adaptable à un train d'atterrissage rétractable, avec relativement peu de changements nécessaires. Cependant, l'utilisation de ce matériel impose que les racines d'aile soient agrandies pour fournir l'espace nécessaires pour loger les roues.
L'A-17A est équipé d'un moteur R-1535-13 Twin Wasp Junior de 825 ch. Son armement offensif et défensif est le même que l'A-17, c'est-à-dire cinq mitrailleuses de calibre .30 (7,62 mm) et 544 kg de bombes au total (vingt bombes antipersonnel de 13,6 kg en soute et quatre bombes de 45 kg sous les ailes).
Le 29 janvier 1936, l'USAAC passe commande pour cent appareils (numéros de série 36-162 à 36-261). Le premier A-17A de production (36-162) vole pour la première fois le 16 juillet 1936. L'A-17A connaît quelques problèmes de jeunesse, notamment sur le train d'atterrissage, qui retardent la livraison des autres appareils jusqu'au 4 février 1937. Durant cette période, l'avion est utilisé pour des tests. Deux accidents causés par des défauts du train d'atterrissage entraînent un nouveau retard pour les appareils de seconde production jusqu'en avril 1937. Une fois ces problèmes réglés, les cent A-17A sont livrés à l'USAAC entre avril et décembre 1937.
Une nouvelle commande de vingt-neuf appareils supplémentaires (38-327 à 38-355) est passée dans la deuxième moitié de l'année 1937. Elle est livrée entre juin et septembre 1938.

### A-17AS

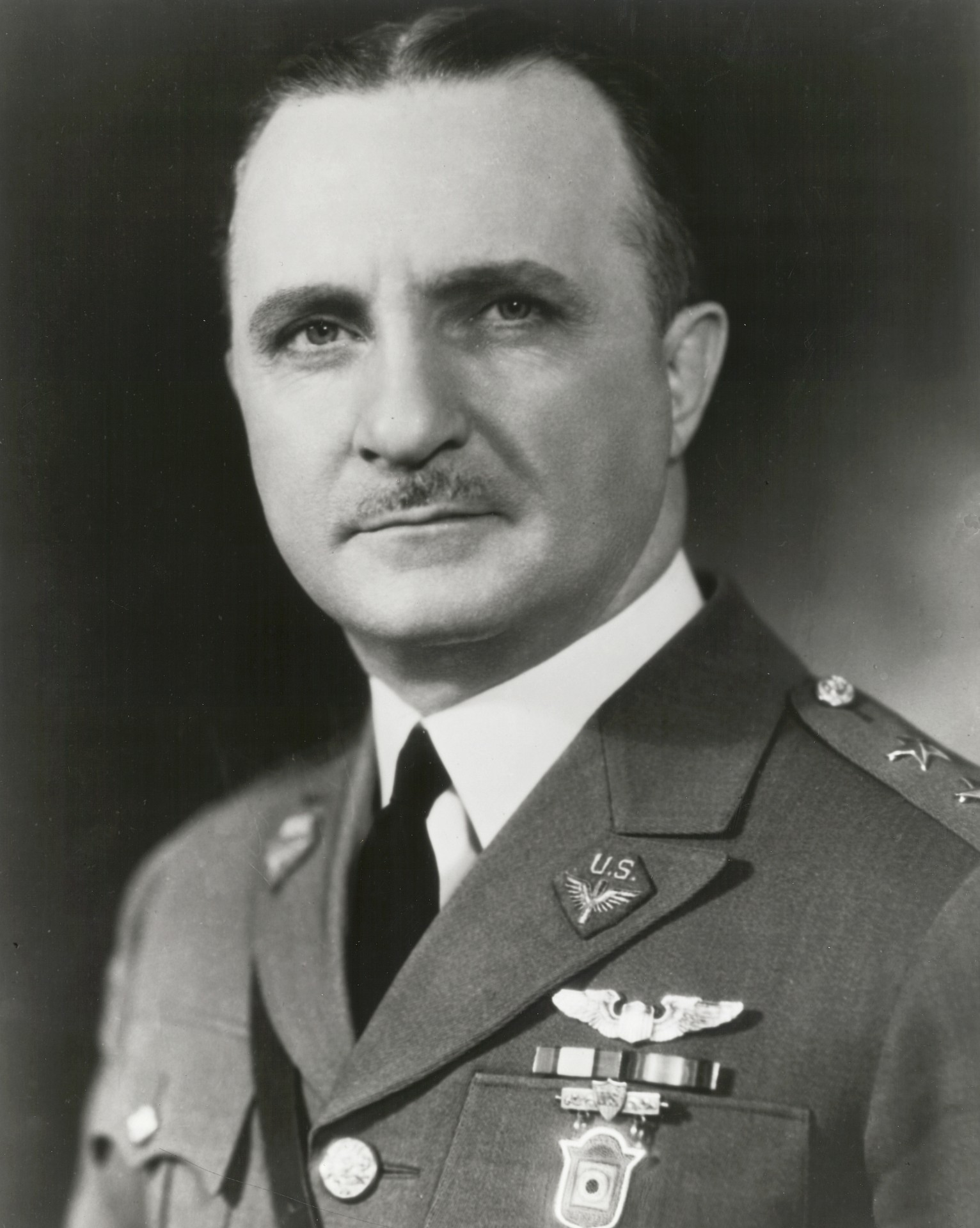
Major général Oscar Westover (1883-1938)

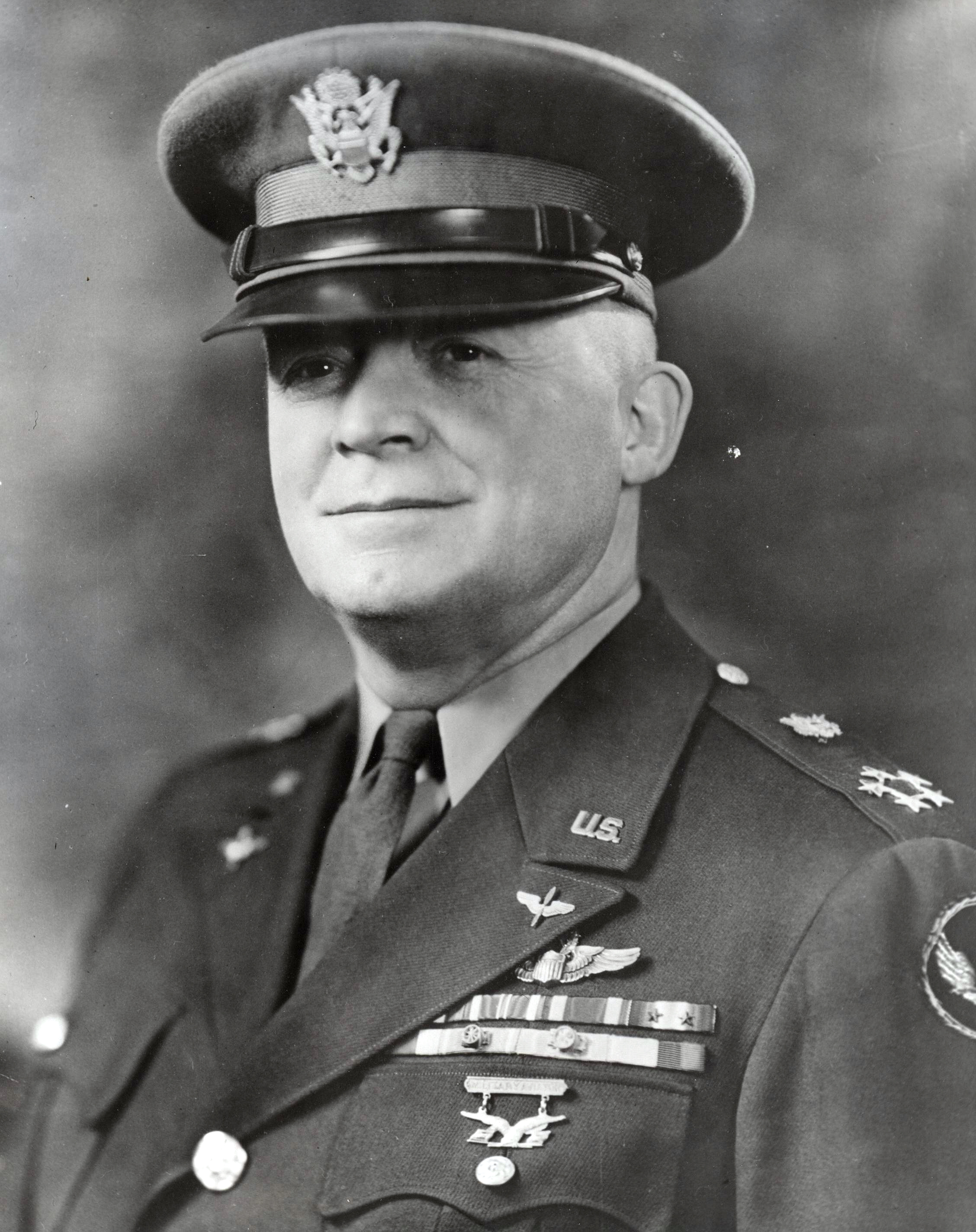
Général Henry H. Arnold (1886-1950)

Le Northrop A-17AS est une version triplaces désarmée du A-17A, destinée au transport de personnes. Le « S » de la désignation officielle sous-entend « Staff » ou « Special ». Deux exemplaires sont commandés le 20 mars 1936. Bien que leurs numéros de série constructeur 289 et 290 suivent la nomenclature de la première livraison de A-17A, ils sont en réalité construits et livrés bien avant.
Le premier A-17AS (36-349) est motorisé avec un Pratt & Whitney R-1340-41, neuf cylindres en étoile refroidi par air de 600 ch qui actionne une hélice tripale. Il est livré le 17 juillet 1936. Il sert comme avion de transport personnel du major géneral Oscar Westover qui est alors le chef de l'Army Air Corps et le pilote personnellement pendant près de deux ans pour des vols d'inspections ou de surveillance de manœuvre. Le 21 septembre 1938, l'avion s'écrase à Burbank (Californie), tuant le général Westover et son mécanicien, Sameul Hymes.
Le second A-17AS (36-350) est assigné au transport du général de brigade Henry H. Arnold, qui succède au général Westover à la tête de l'Air Corp et garde cette fonction tout au long de la Seconde Guerre mondiale. Ce second appareil est équipé d'un moteur en étoile R-1340-45 de 600 ch actionnant une hélice bipale. Le 36-350 est perdu dans un accident le 2 mars 1940, mais le général Arnold n'est pas à bord ce jour-là.

## Service opérationnel

### A-17
Le premier appareil de production A-17 (35-52) est envoyé à Wright Field en décembre 1935, après avoir été initialement évalué par le Technical Training Command à Chanute Field (Illinois). Au début du mois de février 1936, les A-17 entrent en service au sein du 3rd Attack Group (pour équiper les 8th, 13th et 90th Squadrons) basé à Barksdale Field, en Louisiane. Mais ils équipent aussi le 17th Attack Group (34th, 37th, et 95th Squadrons) basé à March Field, en Californie, récemment équipé de Boeing P-26 Peashooter.
La même année, les A-17 présents dans deux groupes de l'USAAC sont complétés par la version A-17A avec train rétractable. Peu après, les A-17 sont retirés du service actif et transférés dans des unités de formation. Au moment de l'attaque de Pearl Harbor, le A-17 est totalement obsolète et les survivants finirent leur carrière soit en tant qu'avion d'entraînement à la Aircraft mechanics' school de Roosevelt Field (New York).
Le dernier A-17 est retiré du service actif de l'USAAF en 1944.
Le A-17 numéro de série 35-122, est utilisé par le National Advisory Committee for Aeronautics (NACA) pour des tests sur les ailes en structure laminaire. Des nouvelles surfaces hautement polies sur et autour de la structure d'aile existante, en dépassant des bords d'attaques et de fuites pour doubler l'épaisseur de l'aile. Une hélice bipale actionnée par un petit moteur auxiliaire est montée sur le nouveau bord d'attaque de chaque aile pour augmenter la vitesse du flux d'air sur l'extrados. Cependant, il se révèle plus aisé d'obtenir les mêmes données en utilisant les conventionnelles souffleries. Le NACA abandonne donc le projet.
La République de Chine reçoit une commande composée de quarante-cinq avions Northrop Gamma 2E et A-17, ainsi que deux C-19 Alpha (en). Le Gamma 2E et le A-17 sont utilisés très intensément durant les attaques des lignes d'approvisionnement portuaires japonaises à Shanghai par les 1st et 2nd Groups, avant leur retrait du service actif.

### A-17A (USAAC)/ Nomad (RAF)
Le A-17As est mis en service actif en 1937 au sein du 3rd Attack Group (8th, 13th, et 90th Squadrons) à Barksdale Field (Louisiane) et du 17th Attack Group (34th, 37th, et 95th Squadrons) basé March Field (Californie).
Il remplacent progressivement les A-17 à train fixe qui servaient dans ces unités. L'A-17A est relativement rapide et possède un armement assez impressionnant pour cette période. Durant les années 1938-1939, il est considéré comme l'avion d'attaque au sol le plus efficace jamais construit.
Cependant, l'US Army décide que les avions bimoteurs possédent un plus grand avantage pour ce type de mission, comparé aux avions monomoteurs et l'espérance de vie de l'A-17A en service actif décline aussitôt. Après une bref service de trois années au sein de l'USAAC, le A-17A est mis au surplus. Quelques-uns restent en service pour des missions d'entraînement mais le dernier A-17A américain est définitivement mis au rebut le 31 octobre 1944.
Juste après le début de la Seconde Guerre mondiale, après l'invasion de la Pologne, l'armée de l'air française a un besoin urgent de bombardiers en piqué. Comme l'US Army considère le A-17A comme obsolète, une commission française d'achat demande aux États-Unis la permission d'acquérir quatre-vingt-treize A-17A du surplus de l'USAAC.
Ces quatre-vingt-treize A-17A commandés par la France retournent à l'usine Northrop (qui est alors une division Douglas de El Segundo), où ils sont réarmés et remotorisés avec un moteur Pratt & Whitney JrS2A5-G Twin Wasp de 825 ch. Malheureusement, le temps que les avions soient livrés, la France est vaincue. Le contrat passe alors à la commission d'achat britannique, qui  est disposée à acheter tout ce qui posséde des ailes. Les A-17A britanniques entrent en service au sein de la Royal Air Force, sous la dénomination officielle de Northrop Nomad et les numéros de série : AS440/AS462, AS958/AS976, et AW420/AW438.
Les trente-deux appareils restant de la commande française sont transférés au Canada, où ils sont utilisés comme avions d'entrainement avancé.
Cependant, la RAF estime que le Nomad est obsolète et le retire de la première ligne. Soixante Nomad de la RAF sont transférés en Afrique du Sud. Dix-sept sont perdus en route. Les avions restants sont pris en charge par la SAAF en février 1941, pour des missions d'entraînement. Aucun de ces appareils ne connait le feu. Ils restent en service jusqu'à la fin 1942 avant d'être remplacés par des Fairey Battle. Les derniers Nomad sont mis à la ferraille en 1944.
Le A-17A 36-184 sert en 1939, au sein du NACA pour tester des nouveaux modèles de carénage moteur. Au début des tests, cet A-17A est équipé avec une large casserole d'hélice qui couvre les entrées d'air moteur, qui sont remplacées par des prises d'air au niveau de la racine des ailes permettant ainsi de refroidir le moteur. Cependant, avant les tests en vol, les tests au sol indiquent que le moteur n'est pas suffisamment refroidi. Le NACA abandonne le projet de tests en vol dans cette configuration.
Le NACA enleve les prises d'air au niveau des ailes, et remplaçe la large casserole d'hélice par une plus petite, qui posséde en son centre un large trou avec une sorte de ventilateur pour forcer l'air à refroidir le moteur. Le refroidissement lors des tests au sol s'avère plus performant que le système standard monté sur les A-17A de série. Après quinze minutes à plein régime, la température ne dépasse jamais les limites. Malgré une légère diminution de vitesse avec le système de ventilateur dans le nez, les tests en vol sont jugés comme peu concluants et le NACA abandonne le projet. Le 36-184 est rétabli dans sa configuration d'origine et renvoyé à l'Air Corps le 21 juin 1940.
Un autre A-17A (35-122) est utilisé par le NACA à Langley Field pour des tests de recherches aérodynamiques, notamment sur des tuyaux d'échappement et des ailes à flux laminaires. On ne sait pas si l'avion a été retourné à l'USAAC.

### Version d'export du A-17 et A-17A

#### Douglas DB-8A pour la Suède
Stimulé par le succès de la série des A-17, Northrop développe une série de versions destinées à l'export de son avion d'attaque au sol. Connu au début sous le nom de Northrop Model 8, mais le temps qu'il entre en production, Jack Northrop cède sa division à la Douglas Aircraft. Cette branche de Northrop est connue comme la division Douglas de El Segundo, et par conséquent cette version d'export est connue sous le nom de Douglas 8A ou simplement DB-8A, le DB signifiant Douglas Bomber.
Le premier de cette version est le Model 8A-1, ou DB-8A-1. Le Douglas Model 8A-1 est développé pour la Suède, qui commande un prototype et les pièces pour une deuxième machine qui sert comme avion modèle pour la production produite sous licence par la AB Svenska Jarnvagsverkstaderna (ASJA) de Linkoping. Le 8A-1 est similaire au A-17 à train fixe, mais la Suède opte pour un moteur Bristol Mercury, depuis que celui-ci est produit sous licence par la SFA.
Le prototype (numéro de production 378) utilise un moteur Bristol Pegasus XII de 875 ch, qui est similaire au moteur Bristol Mercury prévu pour la production. Il est convoyé par bateau en Suède, le 22 avril 1938. La force aérienne suédoise ou Flygvapnet désigne cet avion B 5A et l'immatricule 7001. Les pièces du second appareil (numéro de production 410) sont acheminées à bon port le 8 août 1938.
La version de production construite par ASJA est connue sous la désignation Flygvapnet B 5B, et utilise un moteur en étoile Bristol Mercury XXIV neuf cylindres refroidi par air de 920 ch (construit sous licence par SFA). La différence avec le Northrop B 5A construit aux États-Unis, est que la canopée du pilote a une forme voutée et que le mât radio est déplacé du dessus de la verrière à une position juste au-dessus de la verrière du pilote.
Soixante-quatre B 5B sont construits par ASJA en 1940, et sont assignés à la Flygvapnet sous les numéros de série 7002 à 7065.
En 1941, l'ASJA est remplacé par la Svenska Aeroplan AB, ou Saab. Saab obtient un contrat pour 39 B 5C (numéros de série 7066 à 7104).
Les B 5 équipent la Flottiljer F 4 à Östersund et la F 12 de Kalmar, avant d'être remplacés début 1944 par des bombardiers légers SAAB 17.

#### Douglas 8A-2 pour l'Argentine
Le Douglas Model 8A-2 est une version d'export basée sur le A-17 à train fixe, conçu par la Fuerza Aérea Argentina. le pilote d'essai Eddie Allen fait une démonstration du Northrop Model 5B à Buenos Aires en 1935, et trente appareils Model 8A-2 sont commandés. Ils sont construits et envoyés par bateau en Argentine en 1938.
Le Model 8A-2 est motorisé par un Wright R-1820-G3 de 840 ch et armé de deux mitrailleuses de 12,7 mm et deux de 7,62 mm montées dans les ailes et une mitrailleuse de 7,62 mm en défense. Le Model 8A-2 posséde un lance-bombe partiellement rétractable sous le cockpit arrière. Les numéros de production vont de 348 à 377. Les immatriculations de la FAA vont de A-401 à A-430 (plus tard de O-401 à O-430).
Le Model 8A-2 entre en service dans la Fuerza Aérea Argentina au sein du Regimiento de Attaque No 2, en premier lieu à El Palomar et ensuite à El Plumerillo. Le Model 8A-2 est remplacé par le bombardier bimoteur argentin I.Ae. 24 Calquin (en). Les appareils encore opérationnels sont transférés à El Palomar, à côté de Buenos Aires, où ils sont utilisés comme avions d'entrainement jusqu'en 1955.

#### Douglas 8A-3P pour le Pérou

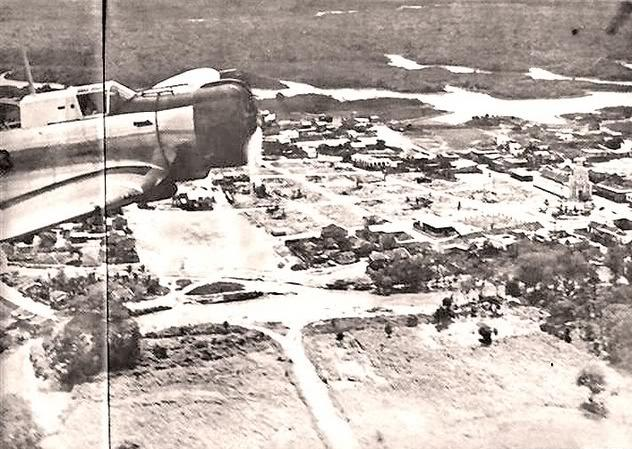
Bombardier Northrop A-17 de la Force aérienne du Pérou survolant la ville de Santa Rosa, Équateur.

Le Model 8A-3P est la version d'export du A-17A à train rétractable destinée au Cuerpo de Aeronautical del Peru. Le Model 8A-3P est différent du A-17A de l'USAAC par son moteur en étoile Wright GR-1820-G103 de 1 000 ch, et est en plus équipé en plus d'un lance-bombe semi rétractable identique au Model 8A-2 argentin.
Au total, dix Model 8A-3P sont construits (numéros de production 412 à 421). Ils servent au sein du 31st Escuadron de Ataque y Reconicimemiento. Ces avions sont utilisés en juillet 1941 durant la guerre entre le Pérou et l'Équateur. Le dernier Model 8A-3P est retiré du service actif à la fin des années 1950.

#### Douglas 8A-3N pour les Pays-Bas
Le Douglas Model 8A-3N est la version d'export basé sur le A-17A, construit pour les Pays-Bas. Il est équipé d'un moteur Pratt & Whitney Twin Wasp S3C-G de 1 100 ch. Le premier exemplaire vole le 31 juillet 1939. Au total, dix-huit unités sont commandées en 1939. La commande est livrée entre août et novembre 1939.
Les models 8A-3N avec les numéros de construction 531/548 reçoivent les numéros de série hollandais 381/396. Ils sont assignés au 3e escadron de chasse du 2e régiment d'aviation (3e Ja.VA) basé à  Ypenburg (en). Le premier model 8A-3N est perdu dans un accident avant guerre. Le 10 mai 1940, quand les forces allemandes commencent leur offensive à l'Ouest et entament la bataille des Pays-Bas, douze DB-8A-3N entrent en service à Ypenburg, et cinq restent en réserve à en:Ockenburg.
Un DB-8A-3N est détruit au sol durant l'attaque initiale de la Luftwaffe, mais les onze autres avions sont toujours en état de combattre. Le DB-8A-3N n'est pas prévu pour combattre en tant que chasseur, et sept sont rapidement détruits par les Messerschmitt Bf 110 de la Luftwaffe. Cependant, les DB-8A-3N hollandais détruisent deux transport de troupes Junkers Ju 52. Après l'atterrissage, les quatre DB-8A-3N restant sont détruits au sol durant un autre raid allemand.
Les cinq DB-8A-3N en réserve à Ockenburg sont capturés intacts par la Luftwaffe. En 1941, un de ces avions capturés est exposé au côté du Dornier Do X à Berlin. Plus tard dans la guerre il est détruit durant un bombardement allié.

#### Douglas 8A-4 pour l'Irak
Le Model 8A-4 est la version d'export basée sur le A-17A, construit pour le gouvernement irakien. Le 8A-4 est similaire au 8A-3P péruvien (incluant le lance-bombe) et est équipé d'un moteur Wright GR-1820-G103 Cyclone de 1 000 ch. Les numéros de production pour les cinq 8A-4s commandés allèrent de 613 à 627. Ils sont acheminés en Irak entre avril et juin 1940.
Tous les DB-8A-4 sont apparemment détruits par la Royal Air Force pendant le soulèvement irakien, le 2 mai 1941 à Rashid Ali.

#### Douglas 8A-5 pour la Norvège
Le Douglas Model 8A-5 est la dernière version d'export du A-17A. Elle est aussi la plus puissante et la plus lourdement armée de la série des monomoteurs d'attaque au sol Northrop/Douglas.
Trente-six DB-8A-5N sont commandés par la Norvège au début 1940. Ils sont armés de quatre mitrailleuses de calibre .30 (7,62 mm) montées dans les ailes, deux mitrailleuses de calibre .50 (12,7 mm) dans des pods situés sous la racine des ailes et deux mitrailleuses de calibre .30 jumelées pour la défense arrière. Équipée d'un Wright GR-1820-G205A de 1 200 ch, cette version peut transporter plus de 816 kg (1 800 lbs) de bombes. Les numéros de production sont RnoAF 301/336.
Le Model 8A-5s est utilisé par la Heerens Flyvevaben norvégienne. Malheureusement, avant que la commande ne soit livrée, la Norvège est occupée par les Nazis. Les trente-six DB-8A-5 (715 à 750) sont assemblés et livrés à la fin 1940, au gouvernement norvégien en exil à Island Airport (Ontario, Canada), connue aussi sous le nom de Little Norway.
Des arrangements sont pris pour que les pilotes norvégiens puissent entrer au sein des écoles de pilotage de la RAF et de la RCAF, et le model 8A-5 est mis en surplus. En août 1941, le Pérou offre de racheter dix-huit appareils du surplus norvégien, mais le Département d'État des États-Unis oppose son véto car il craint que ces appareils ne servent contre l'Équateur. Il propose que ces avions soient livrés à l'Union soviétique sous la loi Crédit-Bail, mais la Norvège et le Pérou refusent.
En conséquence, les dix-huit Model 8A-5 sont achetés par l'USAAF, le 9 décembre 1941, sous la désignation Douglas A-33 DE. Ils sont désignés par les numéros de série 42-13584/13601. Ils sont utilisés uniquement à des fins de formations sur le territoire américain.
Cependant, treize Model 8A-5 norvégiens sont livrés au Pérou. La désignation USAAF A-33A et les numéros de série 42-109007/109019 leur sont assignés pour des questions d'enregistrement. Ils sont livrés au Pérou en juin 1943, où ils complétent les Douglas 8A-3Ps déjà en service. Ils sont attribués aux 31st et 23rd Escuadron de Ataque y Reconicimiento de Fotogrametria basés à Las Palmas. Ils restent en service jusqu'en 1958, date à laquelle ils sont remplacés par des Douglas B-26 Invader.
Un de ces avions est toujours en exposition devant la porte d'entrée de la base de Las Palmas.

## Variantes
- Northrop A-17 ou Northrop Gamma 2F : Version de production à train fixe équipée d'un Pratt & Whitney R-1535-13 Twin Wasp Jr de 750 ch. N° de série 35-51 à 35-160. 110 exemplaires.
- Northrop A-17A ou Northrop Nomad: Version de production à train rétractable équipée d'un R-1535-13 Twin Wasp Junior de 825 ch. N° de série 36-162 à 36-261 (1re production) et 38-327 à 38-355 (2e production). 129 exemplaires.
- Northrop A-17AS : Version triplace désarmée du A-17A destinée au transport de personnalité, équipée d'un Pratt & Whitney R-1340-41 de 600 ch (N° de série : 36-349) ou d'un R-1340-45 de 600 ch (N° de série : 36-350). 2 exemplaires.
- Douglas DB-8A : Version d'export du A-17 pour la Suède équipée d'un Bristol Mercury XXIV de 920 ch. 105 exemplaires (deux produits aux États-Unis n° de série 378 et 410, le reste sous licence en Suède).
- Douglas 8A-2 : Version d'export du A-17 pour l'Argentine équipée d'un Wright R-1820-G3 de 840 ch. N° de série 348 à 377. 30 exemplaires.
- Douglas 8A-3P : Version d'export du A-17A pour le Pérou équipée d'un Wright GR-1820-G103 de 1 000 ch. N° de série 412 à 421. 10 exemplaires.
- Douglas 8A-3N : Version d'export du A-17A pour la Hollande équipée d'un Pratt & Whitney Twin Wasp S3C-G de 1 100 ch. N° de série 531 à 548. 18 exemplaires.
- Douglas 8A-4 : Version d'export du A-17 pour l'Irak équipée d'un Wright GR-1820-G103 Cyclone de 1 000 ch. N° de série 613 à 627. 5 exemplaires.
- Douglas 8A-5 ou Douglas A-33 : Version d'export du A-17 pour la Norvège équipée d'un Wright GR-1820-G205A de 1 200 ch. N° de série 715 à 750. 36 exemplaires.

## Pays utilisateurs

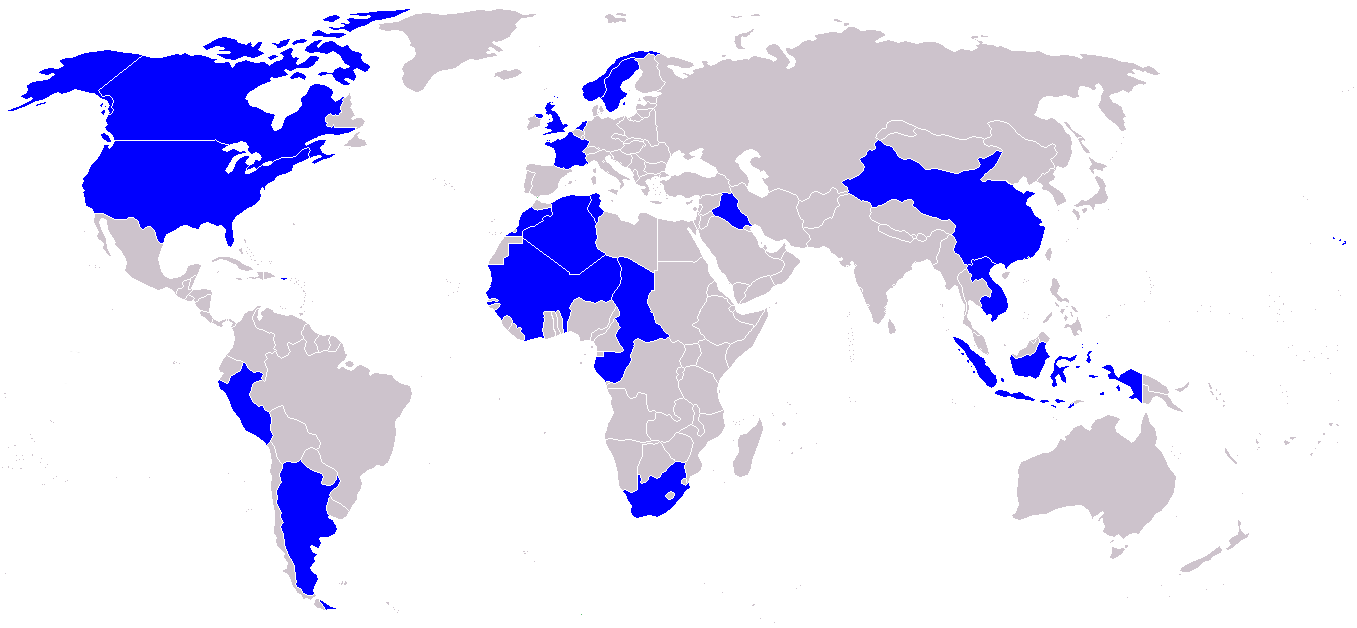
Pays utilisateurs du Northrop A-17

Afrique du SudSouth African Air Force reçoit cinquante-sept appareils du Royaume-Uni sous la désignation Nomad I.
 Argentinel'Argentine reçoit trente Model 8A-2s en 1938. Remplacés en première ligne par le I.Ae. 24 Calquin (en), retirés du service actif en 1955.
 CanadaRoyal Canadian Air Force reçoit trente-deux appareils commandés initialement par la France.
 États-UnisL'United States Army Air Corps reçoit cent-dix A-17 répartis dans les unités suivantes :
- 3rd Attack Group basée Barksdale Field
- 17th Attack Group basée à March Field (en)
- 16th Pursuit Group basée à Albrook Field (en)
  - 74th Attack Squadron
- General Headquarters Air Force qui utilise des A-17AS pour le transport de ses généraux.

 FranceL'Armée de l'air française commande quatre-vingt-treize appareils qui sont finalement livrés à l'Angleterre et au Canada.
 IrakL'Irak achète quinze Model 8A-4, en 1940 qui sont détruits durant la Guerre anglo-irakienne en 1941.
 Pays-BasLes Pays-Bas achètent dix-huit Model 8A-3N en 1939. La majorité est détruite par la Luftwaffe le 10 mai 1940, le premier jour de la bataille des Pays-Bas.
 NorvègeLa Norvège commande trente-six Model 8A-5N en 1940. Dix-huit sont cédés au Pérou mais bloqués par les États-Unis. Ils sont saisis sous la désignation A-33. La Norvège vend quand même ses derniers appareils au Pérou en 1943.
 PérouLe Pérou commande dix Model 8A-3P, qui connaissent le feu durant la guerre péruano-équatorienne de juillet 1941. Les appareils encore en état sont complétés par les treize Model 8A-5 achetés à la Norvège en 1943. Ils restent en service jusqu'en 1958.
 SuèdeLa Suède achète la licence pour produire soixante-trois B 5B et trente-et-un B5C de 1938 à 1941. Ils sont remplacés en 1944 par des SAAB 17.
 Royaume-UniLa Royal Air Force reçoit reçoit soixante-et-un avions commandés au début par la France et redesignés en Nomad I mais cinquante-sept sont cédés à l'Afrique du Sud.
 République de Chine

## Appareils encore en état

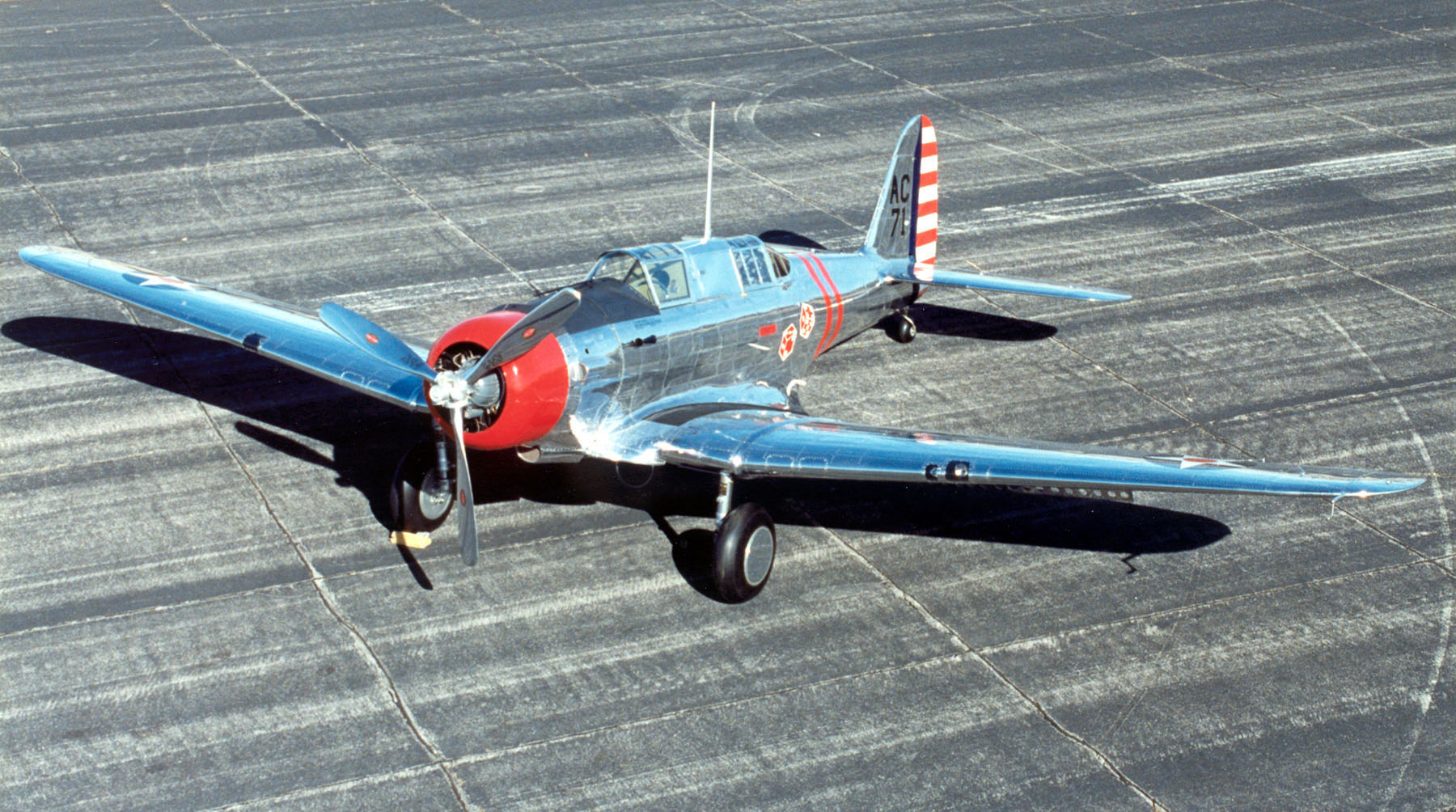
Le A-17A du National Museum of the United States Air Force à Dayton (Ohio)

Un A-17A (36-0207) est toujours visible au National Museum of the United States Air Force à Dayton (Ohio).

### Développement lié
- Northrop Gamma
- Northrop XA-16

### Avion comparable
- Blackburn Skua